# Johann Conrad Glas
Johann Conrad Glas(s) (auch: Konrad) (* 16. März 1787 in Selters; † 30. März 1852 ebenda) war ein hessischer Landwirt und Politiker und Abgeordneter der 2. Kammer der Landstände des Großherzogtums Hessen.
Johann Conrad Glas war der Sohn des Schultheißen Johann Glas(s) und dessen Ehefrau Elisabeth, geborene Sellheim. Glas, der evangelischen Glaubens war, war Landwirt in Selters und heiratete Susanna geborene Klein (1792–1825).
Von 1826 bis 1830 gehörte er der Zweiten Kammer der Landstände an. Er wurde für den Wahlbezirk Oberhessen 13/Gedern-Ortenberg gewählt. In den Ständen vertrat er liberale Positionen. Er war Bürgermeister in Selters.